# Le Mayet-d'École
Le Mayet-d'École är en kommun i departementet Allier i regionen Auvergne-Rhône-Alpes i de centrala delarna av Frankrike. Kommunen ligger  i kantonen Gannat som ligger i arrondissementet Vichy. År 2022 hade Le Mayet-d'École 305 invånare.

## Befolkningsutveckling
Antalet invånare i kommunen Le Mayet-d'École
Referens: INSEE